# Fizz
 (avril 2025).
Si vous disposez d'ouvrages ou d'articles de référence ou si vous connaissez des sites web de qualité traitant du thème abordé ici, merci de compléter l'article en donnant les références utiles à sa vérifiabilité et en les liant à la section « Notes et références ».
Ne doit pas être confondu avec Fizz (cocktail).
Fizz est une entreprise canadienne spécialisée dans les services de télécommunications. Fondée en 2018, elle est une filiale de Vidéotron, elle-même détenue par Québecor. L’entreprise propose des services mobiles, Internet résidentiel et télévision. Alors qu’elle a commencé par offrir ses services principalement au Québec, Fizz élargit progressivement son offre de service au reste du Canada, en commençant par ses services mobiles depuis 2024.

## Historique
Fizz est une entreprise canadienne de télécommunications lancée en 2018 par Vidéotron, une filiale de Québecor,. L'entreprise propose des services de téléphonie mobile et d'Internet résidentiel en adoptant un modèle entièrement numérique, sans points de vente physiques ni service client téléphonique.

### Chronologie
- 2017 : Création de la marque Fizz.
- Novembre 2018 : Lancement officiel des services mobiles[3].
- Mars 2019 : Début de l'offre d'Internet résidentiel[4].
- Octobre 2020 : Ajout de la vente de téléphones mobiles[source insuffisante].
- Avril 2024 : Lancement officiel des services mobiles hors Québec[5].
- Février 2025 : Lancement officiel du service de télévision[6].

## Services

### Téléphonie mobile
L’entreprise offre des forfaits mobiles personnalisables, sans contrat ni frais cachés. Avec ses forfaits mobiles, l’entreprise a introduit des fonctionnalités comme le report automatique des données mobiles inutilisées au mois suivant et le partage de données entre membres.

### Internet résidentiel
L’entreprise propose des forfaits Internet à haute vitesse sur le marché résidentiel. L’offre de service Internet se limite pour l’instant à la province de Québec. 

### Télévision
En juillet 2024, Fizz entame une période de test Bêta pour son service télé. Le lancement officiel suit en février 2025. Les forfaits télé sont personnalisables et sans engagement. Seuls les membres Fizz ayant un forfait Internet peuvent s’abonner au service télé. L’offre de service télé se limite à la province de Québec.

## Modèle d’affaires
Fizz repose sur un modèle 100 % numérique. Les interactions se font via des forums communautaires et une plateforme en ligne, sans boutiques physiques ni centre d’appel. 
Fizz applique une politique de tarification uniforme pour tous ses abonnés, sans distinction entre nouveaux et anciens membres. Les prix varient en fonction des conditions du marché, et les abonnés peuvent modifier leur forfait en temps réel selon leur besoin.
Fizz propose un programme de fidélité appelé "Mes récompenses", qui permet aux abonnés d’accumuler des avantages au fil du temps. Ceux-ci incluent des données mobiles gratuites et des réductions sur les forfaits Internet résidentiels. L’entreprise offre également en cadeau des données mobiles utilisables selon les préférences des abonnés.
Les abonnés peuvent configurer leur forfait en choisissant le volume de données et la couverture souhaitée.
Fizz fonctionne sur un modèle prépayé, sans contrat à durée déterminée. Les abonnés peuvent modifier leur forfait mobile, Internet et télé chaque mois.
Les données mobiles inutilisées sont automatiquement reportées au mois suivant et restent disponibles pour l’abonné.
Les abonnés peuvent poser des questions et échanger des conseils sur un forum dédié, favorisant l’entraide entre membres.
Les abonnés peuvent résilier leur service à tout moment sans frais de pénalité.

## Couverture réseau et technologie

### Couverture réseau
Fizz utilise l’infrastructure de Vidéotron et de Freedom, ainsi que des accords avec d’autres opérateurs pour fournir un service mobile couvrant 99 % de la population canadienne. Ses services sont disponibles au Québec, en Ontario, au Manitoba, en Alberta et en Colombie-Britannique. L’itinérance permet aux abonnés d’utiliser leur forfait partout au Canada et aux États-Unis.

### Technologie utilisée
Fizz utilise diverses technologies de réseau mobile pour offrir une connectivité fiable à ses membres :
- 4G LTE-Advanced : Une technologie de réseau mobile permettant des vitesses de connexion élevées et une meilleure performance.
- 5G (en préparation) : Bien que la 5G ne soit pas encore officiellement disponible chez Fizz, des discussions sont en cours pour son déploiement futur en partenariat avec Vidéotron.

Fizz propose également des services supplémentaires dont :
- VoLTE (Voice over LTE) : Cette technologie permet de passer des appels vocaux de haute qualité tout en utilisant les données mobiles pour d’autres applications.

### Réseau Internet résidentiel
Pour son service Internet résidentiel, Fizz s’appuie sur l’infrastructure de câblodistribution de Vidéotron, offrant des vitesses pouvant atteindre 940 Mbps. Le modèle entièrement autogéré en ligne permet aux membres de personnaliser leur forfait directement depuis leur compte, afin d’adapter leur connexion Internet à leurs besoins.

## Distinctions
Fizz a été reconnue pour :
- Son modèle de tarification transparent.
- Ses solutions flexibles et innovantes sur le marché canadien.

En 2020, Fizz a obtenu la première place au Canada pour la meilleure expérience en ligne dans l’industrie des télécommunications, selon l'étude WOW numérique de Léger.
En 2025, l'entreprise a été distinguée pour la meilleure expérience de fidélisation en ligne au Canada, tous secteurs confondus, selon l’étude WOW numérique de Léger.

## Expansion canadienne
Après une phase bêta en 2024, Fizz a étendu ses services mobiles à l’ensemble du Canada, incluant l’Ontario, le Manitoba, l’Alberta et la Colombie-Britannique.

## Distribution
Fizz propose la eSIM et permet également de commander une carte SIM en ligne. Les cartes SIM sont disponibles dans divers points de vente partenaires :
- Couche-Tard : Depuis 2018, dans 525 magasins.
- Jean Coutu : Depuis 2022, dans 330 succursales.
- Circle K : Depuis 2024, dans 188 magasins de l’Ouest canadien et 520 en Ontario.
- Distributeurs automatiques : Depuis 2022, disponibles dans les stations de métro de Montréal.